# Kumarila Bhatta
Kumārila Bhaṭṭa  (कुमारिलभट्ट, en escritura devánagari del sánscrito; Kumārila Bhaṭṭa, en el sistema IAST de transliteración sánscrita - etimología: kumāra: ‘muere fácil’, siendo ku: ‘fácil’, y māra: ‘muerte’; nombre de un niño de menos de cinco años). En la India la mortalidad infantil era tan alta (más del 50%; compárese con el que a los niños no se les ponía nombre   (fl. aproximadamente a finales del siglo VIII d. C.)) fue un filósofo hindú y un erudito de la escuela Mimamsa de filosofía de principios de la India medieval en Praiag (ahora Allahabad, en el estado de Uttar Pradesh, India). 
Es famoso por muchas de sus diversas tesis sobre Mimamsa, como Mimamsaslokavarttika. Bhaṭṭa era un firme creyente en la validez suprema del mandato védico, un campeón de Pūrva-Mīmāṃsā y un ritualista confirmado. El Varttika está escrito principalmente como un subcomentario del comentario de Sabara sobre los Purva Mimamsa Sutras de Jaimini. Su filosofía es clasificada por algunos estudiosos como realismo existencial.
Los estudiosos difieren en cuanto a las opiniones de Kumārila Bhaṭṭa sobre un Dios personal. Por ejemplo, Manikka Vachakar creía que Bhaṭṭa promovía un Dios personal (saguna brahman), lo que entra en conflicto con la escuela Mīmāṃsā. En su Varttika, Kumārila Bhaṭṭa se esfuerza por argumentar en contra de la teoría de un Dios creador y sostuvo que las acciones ordenadas en el Veda tenían resultados definidos sin una interferencia externa de la Deidad.
A Kumārila también se le atribuye la formulación lógica de la creencia Mimamsica que los Vedas no tienen autor (apauruṣeyā). En particular, es conocido por su defensa del ritualismo védico contra el idealismo budista medieval. Su obra influyó fuertemente en otras escuelas de filosofía india, con la salvedad de que mientras Mimamsa considera que los Upanishads están supeditados a los Vedas, la escuela Vedanta no piensa lo mismo. 
Bhatta era un partidario incondicional de la validez suprema de las declaraciones védicas, un gran campeón del purva-mimamsa y ritualista confirmado. Escribió este varttika principalmente como un comentario de los Mimamsa-sutra de Yaimini.
Kumarila es considerado el segundo maestro más importante en la doctrina mimansa, después de su estudiante Prabhakara.

## Ideas
Los estudiosos difieren en cuanto a puntos de vista de Kumarila en un Dios personal.
Por ejemplo, Manikka Vachakar creía que Kumarila promovía un Dios personal (parabrahman), lo que entra en conflicto con el aparabrahman de la escuela mimamsa.
También se le atribuye la formulación lógica de la creencia mimamsa de que los Vedás no tienen autor (apaurusheya: ‘no humano’, siendo a: partícula negativa, purusha: ‘varón’).
En particular es notable su defensa contra la posición medieval budista de los rituales védicos.
Esto puede haber contribuido de alguna manera en la disminución del budismo en la India.
Su trabajo influenció fuertemente a otras doctrinas indias, sobre todo el advaita vedanta.
Kumarila Bhatta y sus seguidores en la tradición mīmāṃsā (conocidos como bhāṭṭas) abogaron por una visión fuertemente composicionalista de la semántica (llamada abhihitanvaya). En este punto de vista, el significado de una frase sólo se puede entender si se entiende primero el significado de las palabras individuales.
Las palabras serían independientes, objetos completos. Este punto de vista se acerca a la visión fodoriana del lenguaje, según el filósofo Daniel Arnold. También utilizó varias palabras tamiles en sus obras, incluida una de las primeras menciones del nombre "Dravida" en fuentes del norte de la India, que se encuentra en su "Tantravārttika".
Los seguidores de la escuela prabhakara, dentro de la doctrina mimamsa, debatieron esta opinión durante siete u ocho siglos; argumentaban que las palabras no designan directamente un significado; cualquier sentido que se plantea es porque está conectado con otras palabras (anvitabhidhana, anvita: ‘conectado’; abhidhā: ‘denotación’).
Esta opinión fue influenciada por los argumentos holísticos de la teoría sphoṭa, de BhartriHari.
En esencia, los prābhākaras argumentaban que los significados de las oraciones se captan directamente, a partir de pistas perceptivas y contextuales, saltando la etapa de captar por separado el significado de las palabras individuales; esto es similar a la visión moderna de subespecificación lingüística, que se refiere al «giro dinámico» en semántica, que también se opone a los enfoques puramente composicionalistas del «significado de la oración».
Kumarila Bhatta escribió el Shábara bhashia (‘comentario sobre Shábara’).
- Mimamsa sloka varttika, comentario a los Mimansa-sutra de Yaimini. Difiere de otros comentarios al mimansa por su postura teísta. Pero, a pesar de que defiende la idea de un Dios personal, refuta la de un Dios creador.
- Sloka varttika
- Tantra vartika

## Contra los budistas
Ya en su vejez, Bhatta contaba a sus discípulos que había estudiado el budismo en la propia escuela principal budista, en Nalanda (que se cree que en esa época debe haber sido una de las escuelas religiosas más grandes del mundo). Violando la etiqueta del estudiante espiritual, no reveló que él creía en la religión védica ritualista, que era contraria al budismo.
Al completar sus estudios, pidió debatir con su propio maestro Dharma Kirti (‘la fama de la religión’). Esto en la India se considera gurú droha: ‘ofensa contra el maestro espiritual’, el peor de los pecados. Dharmakirti entonces comenzó a ridiculizar algunas creencias hindúes y manifestó sus dudas sobre la veracidad de los Vedás. Entonces Kumarila Bhatta se perturbó mucho y comenzó a llorar. Alarmado, su gurú se negó a continuar el debate y exigió conocer su verdadera identidad.
Como castigo Kumarila fue arrojado por una barranca cercana a la escuela.
Cuando los monjes-estudiantes lo tiraron al vacío, Bhatta gritó: «Iadi vedáh pramanam, na kinchit me bhavishiatih» (‘si los Vedás son infalibles, ninguna cosa me sucederá’). Sobrevivió a la caída pero se golpeó la cabeza con una piedra y perdió un ojo. Los seguidores de la doctrina mimamsa y los seguidores del vedanta creen que su ceguera parcial se debió a que impuso una condición a la infalibilidad de los Vedás. Debería haber dicho: «Como los Vedás son infalibles, ninguna cosa me sucederá».
Kumarila Bhatta abandonó Nalanda después de eso, y se instaló en Praiag (actual Allahabad). Allí se convirtió en un maestro renombrado, y tuvo muchos discípulos.

### Posiciones contra el Budismo
Kumārila Bhaṭṭa es conocido por su defensa del ritualismo védico contra el budismo idealismo medieval. Con el objetivo de demostrar la superioridad de las escrituras védicas, Kumārila Bhaṭṭa presentó varios argumentos novedosos:
1. "La escritura budista (o jainista) no podía ser correcta porque tenía varios lapsus gramaticales". Concretamente toma el verso budista 'ime samkhada dhamma sambhavanti sakarana akarana vinassanti' (Estos fenómenos surgen cuando la causa está presente y perecen cuando la causa está ausente). Así presenta su argumento:

Las escrituras de budistas y jainistas están compuestas en un lenguaje abrumadoramente incorrecto (asadhu), palabras de las lenguas magadha o dakshinatya, o incluso de sus dialectos (tadopabhramsa). Por lo tanto son composiciones falsas (asannibandhana), no pueden ser conocimiento verdadero (shastra) ... Por el contrario, la forma misma (el lenguaje bien ensamblado) del Veda prueba que su autoridad es independiente y absoluta.

2. Todas las escuelas existentes consideraban correcta alguna escritura. Para demostrar que el Veda era la única escritura correcta, Kumārila dijo que "la ausencia de un autor salvaguardaría el Veda contra todo reproche" (apaurusheya). No había "ninguna manera de demostrar directamente que cualquiera de los contenidos de las escrituras budistas es erróneo en espíritu...", a menos que uno desafíe la legitimidad y la naturaleza eterna de la propia escritura. Es bien sabido que el Canon Pali fue compuesto después del parinirvana de Buda. Además, aunque fueran las palabras de Buda, no eran eternas ni sin autor como los Vedas.
3. La Sautrantika La escuela budista creía que el universo era momentáneo (kshanika). Kumārila dijo que esto era absurdo, dado que el universo no desaparece a cada momento. Por muy pequeña que se definiera la duración de un momento, se podría dividir el momento en infinitas partes más. Kumārila argumenta: "si el universo no existe entre momentos, ¿entonces en cuál de estos momentos existe?" Debido a que un momento podría ser infinitesimalmente pequeño, Bhaṭṭa argumentó que el budista estaba afirmando que el universo era inexistente.
4. La determinación de la percepción (pratyaksha pariccheda).
Algunos estudiosos creen que la comprensión de Kumārila de la filosofía budista era mucho mayor que la de cualquier otro filósofo no budista de su tiempo. Sin embargo, véase Taber 2010 para una visión alternativa. 
Según Buton Rinchen Drub, Kumārila habló de forma abusiva hacia su sobrino, Dharmakīrti, mientras éste se ponía sus vestiduras brahmánicas. Esto ahuyentó a Dharmakīrti, y resuelto a vencer a todos los herejes no budistas, tomó en su lugar las vestiduras de la orden budista.

## Leyendas sobre su muerte
Abrumado por la culpa por sus pecados (que incluían el haber abusado de la confianza de su gurú budista —no haberle revelado desde un principio que él era hinduista— y su duda de la utilidad de los Vedás como prueba), Kumarila decidió que debía realizar una expiación (llamada en sánscrito praiashchitta, que significa literalmente ‘pensamiento predominante’, o sea ‘pensamiento de muerte’; siendo praias: ‘principal’, y chitta: ‘pensamiento’). Decidió autoinmolarse en una pira de cáscara de arroz (tusanala).
Según la biografía del joven maestro Shankará (788-820), éste deseaba tener un debate con Kumarila acerca de la nueva filosofía vedanta y llegó a Prayag de visita. Sin embargo, cuando Shankará llegó a él, Kumarila ya había entrado en la pira funeraria. Shankará le pidió que abandonara la autoinmolación y saliera para debatir con él. Sin embargo, habiendo comenzado el ritual, Kumarila se negó a abandonarlo y le pidió a Shankará que debatiera con Mandana Mishra, que era su discípulo más importante y estaba allí presente. Kumarila le dio el honor a Shankará de solicitarle que cantara el Tāraka mantra (‘oración de liberación’). Este pedido implicaba que lo consideraba un alma pura, cuyas palabras santifican. Al oírlo, pidió que encendieran la pira y así murió.
Kumarila se prendió fuego en presencia de Shankará.

### Otras versiones
Según otras versiones, que contradicen las biografías conocidas de Shankará, Kumarila perteneció al grupo de discípulos del jovencísimo maestro Adi Shankará.
Dos años más tarde desafió a su maestro a un debate sobre gramática y lógica.
En este debate pusieron en juego sus vidas: el derrotado tendría que soportar una muerte lenta por autoinmolación.
Una obra medieval sobre la vida de Shankará (que se considera menos fabulosa) afirma que en su lecho de muerte, Shankará desafió a Bhatta a un debate.

## Avatara
La tradición hindú lo considera que Kumarila Bhatta era la encarnación de Sanat Kumara.

## Obras
- Shlokavartika ("Exposición sobre los versos", comentario sobre el comentario de Shabara sobre los Mimamsa Sutras de Jaimini, libro 1, capítulo 1) . Esta obra se diferencia de otros comentarios de Mimamsa en sus puntos de vista teístas. Aunque defiende la idea de un Dios personal, refuta la de un Dios creativo.
- Tantravartika ("Exposición sobre las Ciencias Sagradas", comentario sobre el comentario de Shabara sobre los Mimamsa Sutras de Jaimini, libro 1, capítulos 2-4 y libros 2-3)
- Tuptika (comentario "Exposición completa" sobre el comentario de Shabara sobre los Mimamsa Sutras de Jaimini, libros 4 a 9)
- Kataoka, Kei, Kumarila sobre la verdad, la omnisciencia y el asesinato. Parte 1: Una edición crítica de Mimamasa-Slokavarttika ad 1.1.2 (Codanasutra). Parte 2: Una traducción comentada de Mimamsa-Slokavarttika ad 1.1.2 (Codanasutra) (Viena, 2011) (Sitzungsberichte der philosophisch-historischen Klasse, 814; Beiträge zur Kultur- und Geistesgeschichte Asiens, 68 (Informes de reuniones de la clase histórico-filosófica, 814; Contribuciones a la historia cultural e intelectual de Asia, 68).(en alemán)